# 2010 par pays en Afrique
Les évènements de l'année 2010 en Afrique. 

## Continent africain

### Janvier

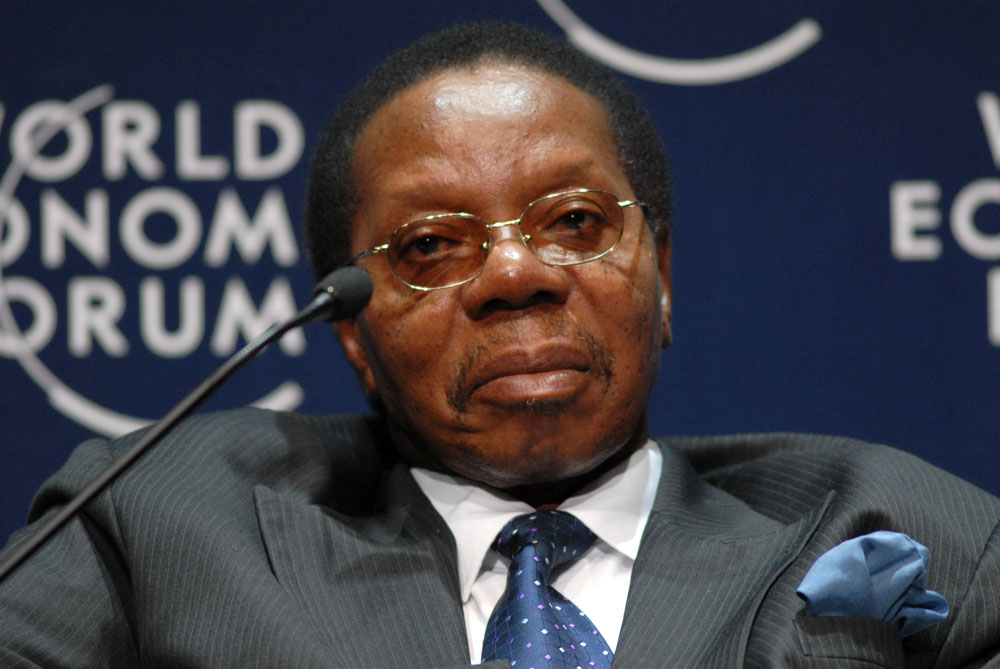
Bingu Wa Mutharika
(juin 2008)

- Dimanche 31 janvier 2010, Union africaine : ouverture du 14e sommet de l'UA, le président du Malawi, Bingu wa Mutharika est élu à la tête de l'Union africaine, marquée par une année chaotique où les prises de position dissonantes de son prédécesseur Mouammar Kadhafi ont brouillé l'image de l'institution. Ce dernier, ce faisant appeler « Roi des rois traditionnels d'Afrique » souhaitait assumer un deuxième mandat d'un an en violation du principe de présidence tournant avec l'appui du « Forum des rois, sultans, chefs et princes traditionnels d'Afrique », organisation qu'il a créée de toutes pièces[1].

### Février
- Lundi 8 février 2010 : le ministre français des Affaires étrangères, Bernard Kouchner, devant l'Association de la presse diplomatique, préconise que les anciennes puissances coloniales européennes et les États-Unis définissent une « politique commune » en Afrique pour être « performants » économiquement face à la montée en puissance de la Chine. Disposant de vastes réserves de change, la Chine a déversé en 2009 en Afrique 15 fois plus d'investissements qu'en 2003 afin d'avoir accès aux vastes réserves de matières premières et offrir des débouchés à ses entreprises. Les grands travaux d'infrastructures financés par la Chine facilitent l'activité économique dans de nombreux pays.

### Mars
- Jeudi 11 mars 2010 : l'attaquant ivoirien Didier Drogba (32 ans) est désigné meilleur joueur africain de l'année 2009 par la Confédération africaine de football, lors d'une cérémonie organisée à Accra[2]. Il a été préféré à la surprise générale au Camerounais Samuel Eto'o annoncé comme favori. Didier Drogba a permis à son pays de se qualifier pour la Coupe du monde de football 2010 sans perdre une seule rencontre. Il succède au palmarès du Ballon d'or africain au Togolais Emmanuel Adebayor. Les autres lauréats sont :
  - Dominic Adiyiah, champion du monde des moins de 20 ans avec le Ghana, a été désigné meilleur jeune joueur.
  - Sellas Tetteh, qui a conduit la sélection ghanéenne au sacre mondial, meilleur entraîneur.
  - L'Algérie, qualifiée pour le Mondial 2010, a reçu la palme de meilleure sélection nationale.
  - le tout-puissant Mazembé de la République démocratique du Congo, vainqueur de la Ligue des champions d'Afrique 2009, a été désigné meilleur club. Son meneur de jeu Trésor Mputu a été désigné meilleur joueur africain évoluant exclusivement sur le continent.

- Lundi 22 mars 2010 : ouverture à Bamako (Mali), et pour 5 jours, du « Congrès du riz en Afrique » organisé pour la mise en valeur de la riziculture sur le continent africain et la réduction des importations. 300 participants sont attendus. En 2009, l'Afrique de l'ouest a importé près de 40 % du riz qu'elle consomme, ce qui représente un tiers du riz commercialisé sur les marchés mondiaux. Selon le ministre malien de l'Agriculture, Agatam Ag Alhassane : « En Afrique de l'ouest, la consommation de riz s'est accrue de 4,5 % par an de 1961 à 2006. Nous avons de la terre, nous avons des cadres qualifiés. Il urge d'obtenir notre autosuffisance dans la culture du riz ».

- Mercredi 24 mars 2010 : selon un rapport conjoint des Nations unies et d'Interpol, les gorilles d'Afrique centrale sont menacés d'extinction du fait de l'abattage illégal des forêts, de l'exploitation minière et du braconnage. La situation s'est aggravée depuis le précédent rapport de 2002 qui avait alors estimé que seuls 10 % des gorilles survivraient d'ici à 2030. Le nouveau rapport prévoit leur disparition d'ici 15 ans[3].

- Samedi 27 mars 2010 : une dizaine d'organisations islamiques — notamment le groupe des « Ibadou-Arrahmane » (Sénégal), le conseil islamique supérieur (Mali) et le conseil supérieur des Imams (Côte d'Ivoire) — annonce, lors d'une rencontre entre érudits à Nouakchott, la création d'un « forum de l'islam modéré en Afrique de l'Ouest » pour faire face à l'extrémisme. Ce forum se veut « un cadre de concertations et d'échanges pour cultiver la tolérance et l'espoir face à l'extrémisme et la violence dus à l'ignorance des principes sacrés qui fondent l'islam ». La présidence du forum sera assurée par l'érudit mauritanien Mohamed El-Hacen Ould Dedaw, président de « l'Assemblée de l'avenir pour les prêches, la culture et l'enseignement » et initiateur du projet[4].

### Avril

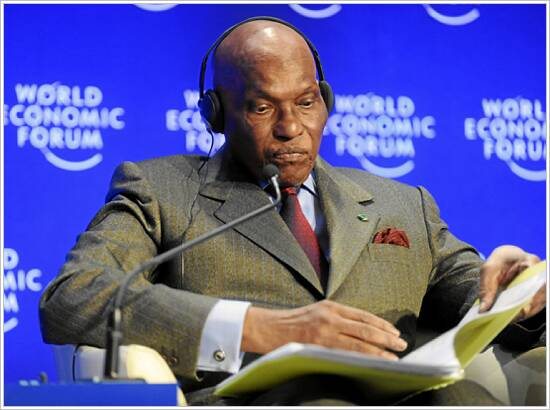
Abdoulaye Wade
(janvier 2009)

- Samedi 3 avril 2010 : inauguration à Dakar du monument de la « Renaissance africaine » en présence d'une vingtaine de chefs d'État africains. Ce monument de 52 mètres, construit pas des ouvriers nord-coréens, est plus haut que la statue de la Liberté de New York. Le président sénégalais Abdoulaye Wade a appelé à la mise en place des « États-Unis d'Afrique », affirmant que : « le temps du décollage était arrivé » pour un continent de plus en plus courtisé pour les richesses de son sous-sol et son marché d'un milliard d'habitants. Face aux nouveaux défis de la mondialisation, « seule une intégration politique des États-Unis d'Afrique nous mettra à l'abri d'une marginalisation qui risque d'être fatale » au continent le plus pauvre du monde. Après « cinq siècles d'épreuves, d'esclavage, l'Afrique est toujours là, pliant parfois mais sans jamais rompre. Elle est debout et décidée à prendre son destin en main », « les négriers sont partis, le dernier colon est parti, nous n'avons plus d'excuses »[5].

- Lundi 5 avril 2010 : l'Afrique est un nouvel eldorado pour les acteurs de la téléphonie mobile qui a progressé de plus de 50 % en un an. Le premier opérateur indien des télécommunications (125 millions d'abonnés, 25 % de part du marché), Bharti Airtel, vient de racheter les filiales africaines de l'opérateur koweïtien Zain.

- Lundi 9 avril 2010 : ouverture du Salon international des mines à Dakar. Le président Abdoulaye Wade, jugeant « choquante » la misère en Afrique malgré les richesses minières du continent, appelle les pays africains à exploiter leurs ressources minières en commun, pour en diminuer les coûts d'exploitation : « Ça choque l'esprit. Nous avons des mines d'or et de diamant et tout autour, c'est la misère […] Il faut privilégier l'intégration africaine dans les stratégies d'exploitation des mines […] Nous avons surtout intérêt à procéder à l'exploitation de concert […] Nous devons avoir un code de mines unique pour la Cédéao. On se fait une concurrence ruineuse […] Il faut penser aux populations et aux générations futures. Les ressources minières actuelles, nous ne devons pas les dépenser en biens de consommation en les ignorant ». Selon lui, l'exploitation intégrée des mines permettrait aux pays africains de supporter ensemble beaucoup de « coûts communs » liés notamment aux infrastructures. L'Afrique abrite au moins un tiers des richesses minières mondiales. Mais les retombées de l'exploitation minière ne sont généralement pas bénéfiques aux populations africaines dont la majorité vit dans la pauvreté[6].

- Mardi 13 avril 2010 : ouverture du deuxième forum international des peuples pygmées, autochtones d’Afrique centrale, jusqu'au 16 avril, à Impfondo (République du Congo) avec comme thème « Droits des peuples et dynamiques de la conservation de la biodiversité dans le Bassin du Congo ». Selon le ministre congolais de l’économie forestière, Henri Djombo, « l’objectif général de ce deuxième forum est d’élaborer et d’adopter un plan d’action pour la protection des droits et l’émancipation des peuples autochtones d’Afrique centrale ». Le forum doit rassembler plus de 500 participants dont des pygmées, des représentants politiques ou des agences onusiennes. On recense au moins 3 millions de pygmées, souvent marginalisés, nomades et vivant dans les grandes forêts des dix pays membres de la CEEAC, qui composent aussi le Bassin du Congo reconnu comme le deuxième poumon écologique de la planète après l’Amazonie[7].

- Vendredi 23 avril 2010 : selon le responsable des affaires humanitaires de l'ONU, John Holmes, quelque 10 millions de personnes souffrent de la grave crise alimentaire qui touche plusieurs pays de la région du Sahel, dont 7,8 millions d'habitants du Niger qui sont en « état d'insécurité alimentaire », mais « il y a aussi le Tchad et la Mauritanie peut-être ». « Le niveau de malnutrition a atteint un niveau alarmant dans plusieurs régions du Niger avec une malnutrition sévère surtout chez les enfants » en raison notamment de la sécheresse ayant affecté les récoltes. Il a appelé la communauté internationale à « agir maintenant pour éviter les pires conséquences »[8].

- Jeudi 29 avril 2010 : le pape Benoît XVI recevant au Vatican une délégation d'évêques du Liberia, de Gambie et de Sierra Leone, a plaidé contre le divorce et la polygamie et a demandé de « promouvoir l'unité et le bien-être de la famille chrétienne, qui est fondée sur le sacrement du mariage » et « les initiatives et associations consacrées à la sanctification de cette communauté fondamentale méritent votre soutien le plus total ». Il a demandé aux évêques d'être « attentifs à la formation des prêtres, qui sont les plus proches collaborateurs des évêques dans leur mission d'évangélisation » et d'« encourager les personnes en position d'autorité à combattre la corruption en mettant l'accent sur la gravité et l'injustice de tels péchés ». Selon des statistiques publiées mardi par le Vatican le nombre de catholiques est en forte hausse en Afrique (+33,02 % entre 2000 et 2008), où ils sont 173 millions, soit 17,77 % de la population du continent[9].

### Juin
- Mardi 1er juin 2010 : fin du premier sommet France-Afrique entière, tenu à Nice. Selon le président français Nicolas Sarkozy : « Sur l'échec de l'Afrique se construira le désastre de l'Europe et sur le succès de l'Afrique se construira la croissance, la stabilité et le succès de l'Europe […] les raisons de travailler avec vous ne sont simplement liées à l'histoire, mais aussi à l'avenir ». En perte de vitesse sur le continent, la France, avec ses propositions, souhaite reconquérir un rôle de premier plan en matière diplomatique et pousser ses entreprises, notamment face à la concurrence chinoise[10].

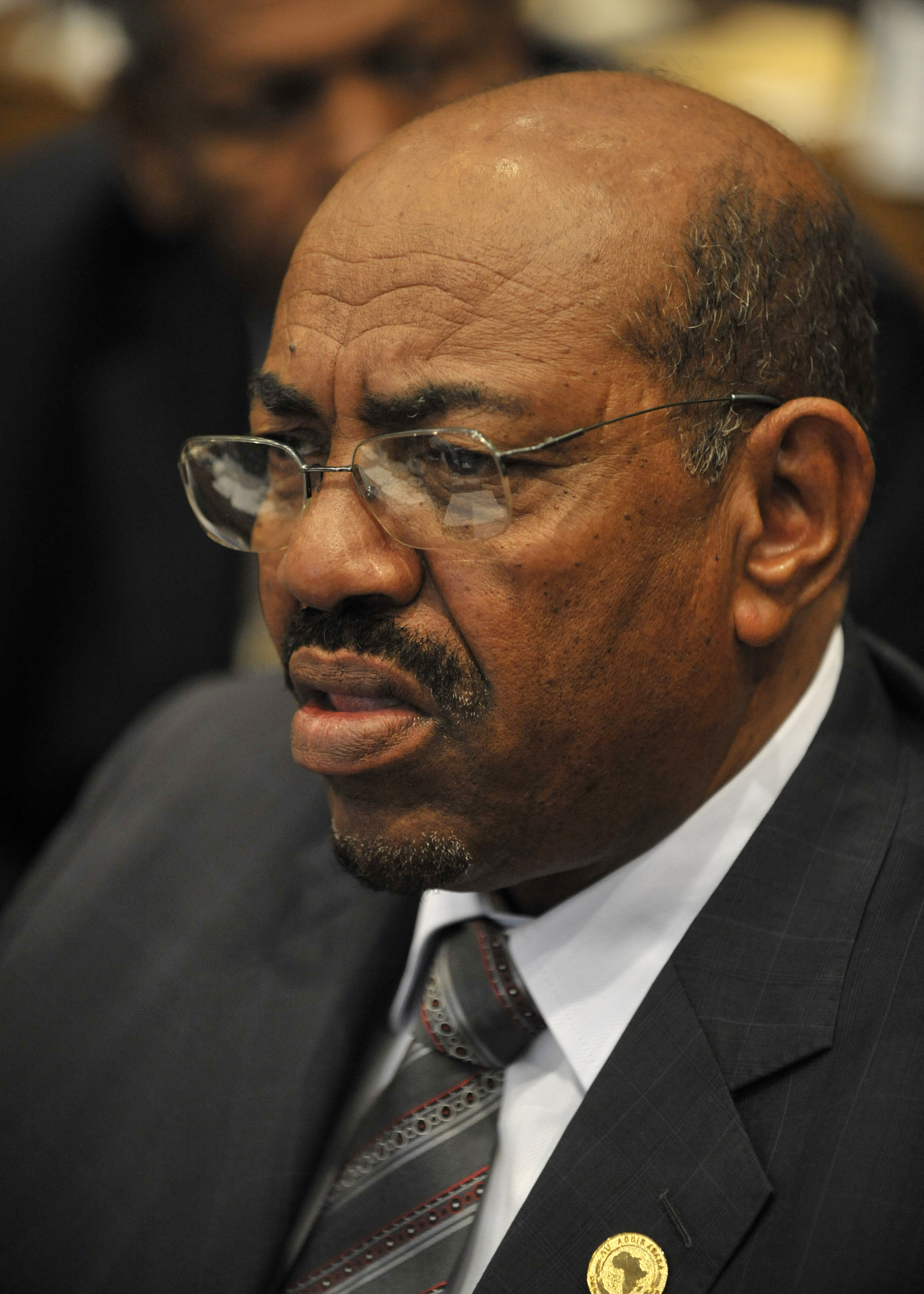
Omar el-Béchir
(février 2009)

- Samedi 5 juin 2010 : la présidence ougandaise de l'Union africaine annonce que le président soudanais Omar el-Béchir, sous le coup d'un mandat d'arrêt international pour crimes de guerre et contre l'Humanité au Darfour, ne sera pas invité au prochain sommet de l'UA à Kampala[11].

- Mardi 8 juin 2010 : France Télécom annonce la signature d'un accord avec 19 partenaires du secteur des télécommunications en vue de construire, un câble sous-marin qui reliera la France à l'Afrique du Sud, permettant à 23 pays d'Afrique de l'Ouest d'avoir accès à Internet haut débit. Ce nouveau câble en fibre optique, long de 17 000 km, sera mis en service au premier semestre 2012, pour un coût de 700 millions de dollars (587 millions d'euros), dont 250 millions à la charge de France Télécom. Le Mali et le Niger, qui ne disposent pas d'un accès à la mer, seront connectés via un câble terrestre.

- Mercredi 9 juin 2010 : six pays africains — le Cameroun, le Centrafrique, le Niger, le Nigeria, le Soudan et le Tchad — se sont engagés à ce qu'« aucun enfant de moins de 18 ans ne prenne part, directement ou indirectement, à des hostilités et, le cas échéant, de prévenir toute forme de recrutement ». Il s'agit d'un accord en treize points, dont une stratégie transfrontalière contre la prolifération et le trafic d'armes légères. Les signataires ont également promis de ratifier le protocole additionnel à la Convention des droits de l'enfant de l'ONU concernant l'implication d'enfants dans les conflits armés[12].

- Jeudi 10 juin 2010 : les éditeurs français dominent le marché des manuels scolaires en Afrique francophone avec Hachette International[13].

- Vendredi 18 juin 2010 : selon l'OMS et l'UNICEF, l'épidémie de rougeole se développe en Afrique de l'est et australe, a touché plus de 47 907 enfants dans 14 pays, et causé 731 décès, particulièrement en Afrique du sud, au Malawi, au Zimbabwe en Éthiopie, au Mozambique et en Zambie. La vague actuelle de rougeole serait due à une baisse des vaccinations de routine, en raison d'un soutien financier insuffisant des bailleurs de fonds et des gouvernements. En 2009, plus de 2,4 millions d'enfants en Afrique de l'Est et australe, soit 20 % de tous les enfants de moins d'un an, n'ont pas été vaccinés[14].

### Août
- Mercredi 4 août 2010 : une fusée Ariane 5 a réussi la mise en orbite de deux satellites de télécommunications, Nilesat-201 et Rascom-QAF1R, pour des opérateurs égyptien Nilesat et panafricain RascomStar-QAF. Les deux satellites qui auront une durée de vie de quinze ans doivent améliorer la desserte en communications à coût réduit du Moyen-Orient et de l'Afrique en télévision directe, radiodiffusion et accès internet[15].

- Lundi 16 août 2010 : le 30e sommet de la Communauté de développement d'Afrique australe (SADC), présidé par le président namibien Hifikepunye Pohamba, s'est ouvert à Windhoek pour discuter de la situation au Zimbabwe ainsi qu'à Madagascar et avancer sur « l'intégration économique et le développement » de la région[16].

- Vendredi 27 août 2010 : selon le quotidien La Tribune, Air France-KLM va augmenter ses capacités pour la prochaine période d'hiver de l'ordre de 2 à 3 % par rapport à la même période de 2009 et compte ouvrir de nouvelles lignes (Bata, Port-Gentil) et augmenter ses fréquences (Luanda, Libreville) notamment vers l'Afrique pour lutter contre l'offensive de son concurrent Lufthansa qui se développe sur le continent. Il s'agit de la première croissance positive depuis deux ans alors que le groupe avait réduit ses capacités de plus 4 % pour faire face à la chute du trafic et des prix pendant la crise.

### Septembre
- Vendredi 17 septembre 2010 : selon un rapport de l'ONUSIDA, le nombre de nouvelles infections par le VIH a reculé de plus de 25 % entre 2001 et 2009 dans 22 pays d'Afrique subsaharienne, principalement dans ceux où l'épidémie est la plus répandue. L'organisation 5explique que ces « progrès » ont été obtenus notamment grâce aux efforts de prévention. L'organisme dénombrait 33,4 millions de personnes tous âges confondus vivant avec le VIH à travers le monde fin 2008. Actuellement, un peu plus de 5 millions de personnes séropositives reçoivent un traitement, soit douze fois plus qu'il y a six ans. Le directeur du Fonds mondial de lutte contre le sida, Michel Kazatchkine, estime que« si les efforts se poursuivent au rythme actuel, en 2015 nous devrions être capable d'éliminer la transmission du VIH de la mère à l'enfant et nous aurons sauvé des millions de vies »[17].

- Dimanche 26 septembre 2010 : le Conseil des chefs d'état-major de l'Algérie, du Mali, de la Mauritanie et du Niger se sont réunis à Tamanrasset (sud de l'Algérie), pour « un échange d'informations et d'analyses à même d'établir un bilan exhaustif des activités et actions effectuées pour la concrétisation d'une stratégie commune de lutte contre le terrorisme et la criminalité organisée ». Cette réunion a permis aux participants de « procéder à l'évaluation de la situation sécuritaire dans cette région dans le sillage des dispositions prises pour la lutte contre le terrorisme et la criminalité organisée, au sein du Comité d'état-major opérationnel conjoint »[18],[19].

- Jeudi 30 septembre 2010 : les chefs du renseignement d'Algérie, du Niger, de Mauritanie et du Mali, lors de leur réunion à Alger, ont créé un centre du renseignement pour contrecarrer le terrorisme dans le Sahel[20]. Il a été décidé d'utiliser les informations et l'expertise des contrebandiers et trafiquants de cigarettes et de drogues, pour les aider à suivre la trace des activistes dans le désert. L'Algérie s'oppose farouchement à ce que la menace posée par AQMI ne serve à justifier une intervention militaire occidentale dans le Sahara, et cherche à démontrer que les pays de la région sont en mesure de faire face au problème par eux-mêmes. D'autre part, il est confirmé que la coordination des efforts militaires et de renseignement soit étendue au Burkina Faso, à la Libye et au Tchad[21].

### Octobre
- Vendredi 15 octobre 2010 : selon le Haut Commissariat pour les réfugiés (HCR), la rébellion ougandaise de l'Armée de résistance du Seigneur (LRA) dont les attaques se sont intensifiées récemment, a tué au moins 2 000 personnes, enlevé plus de 2 600 et en a déplacées plus de 400 000 depuis décembre 2008. Depuis le début de l'année 2010, Cette rébellion a fait « au moins 344 » morts au cours de « 240 attaques mortelles ». Les attaques se sont intensifiées depuis septembre, relève le HCR qui s'inquiète « d'une situation dramatique », une « horreur » ayant pris une « ampleur régionale » pour laquelle « il n'y a jamais de répit ». Dirigée par Joseph Kony — recherché par la Cour pénale internationale pour crimes de guerre et crimes contre l'humanité - la LRA est considérée comme l'une des guérillas les plus brutales au monde. Elle est entrée en activité en 1988 dans le nord de l'Ouganda, avant d'étendre ses actions dans l'extrême nord-est de la RDC, en Province orientale depuis une dizaine d'années, puis en 2008 en Centrafrique et au Sud-Soudan[22].

- Mardi 19 octobre 2010 : le Bureau de coordination des affaires humanitaires des Nations unies (Ocha) indique que les inondations en Afrique de l'Ouest et Centrale ont provoqué au moins 377 décès et affecté près de 1,5 million de personnes depuis le début de la saison des pluies en juin 2010 : « Ces inondations sont venues aggraver la situation au Niger et au Tchad, pays déjà confrontés à une grave crise alimentaire […] Au Nigeria, Cameroun, Niger et Tchad les pluies ont favorisé une épidémie de choléra. [Elles] ont perturbé le démarrage de l’année scolaire dans plusieurs pays et entraîné des pertes en termes d’infrastructures socio-économiques, des habitations et des cultures agricoles ». En 2009, les inondations avaient tué quelque 195 personnes en Afrique de l'ouest et affecté 823 291 personnes[23].

- Samedi 23 octobre 2010 :
  - Les 38 chefs d'État et de gouvernement francophones, réunis pour le 13e sommet de la Francophonie à Montreux (Suisse), ont plaidé pour une plus grande place de l'Afrique dans les instances internationales, notamment au Conseil de sécurité des Nations unies. L'Afrique, qui représente 27 % des États-membres de l'ONU, ne dispose que de trois sièges de membres non permanents au Conseil de sécurité. En 2005, les pays ont adopté une position commune sur ce sujet, réclamant deux sièges permanents. L'OIF, qui fête cette année ses 40 ans, regroupe 56 États et gouvernements membres et 14 pays observateurs. Elle dispose d'un budget d'environ 80 millions d'euros, dont le premier contributeur est la France (à près de 40 %). Selon le président français Nicolas Sarkozy : « Est-il normal qu'il n'y ait aucun membre permanent du Conseil de sécurité émanant de l'Afrique ? Un milliard d'habitants ! Dans trente ans, deux milliards d'habitants qui n'ont pas de représentation permanente ! C'est un scandale »[24].
  - Le président du Sénégal, Abdoulaye Wade, déclare en marge du 13e sommet de la Francophonie à Montreux (Suisse), qu'il avait été un des « premiers » à demander un siège permanent « avec droit de veto » pour l'Afrique au Conseil de sécurité de l'ONU afin de « réparer une erreur historique ». Il a relevé que l'Afrique « ne devait pas être absente » du Conseil de sécurité, d'autant plus que 70 % des sujets traités à l'ONU étant « des questions africaines »[25].

- Lundi 25 octobre 2010 : les Nations unies annoncent la prochaine ouverture, à Libreville en janvier 2011, d'un bureau régional pour l'Afrique centrale dans le but d'aider la sous-région à prévenir les conflits et à traiter des problèmes de paix et de sécurité.

### Novembre
- Jeudi 4 novembre 2010 : ouverture à Paris des Championnats du Monde d'escrime 2010, auxquels participent 64 athlètes africains représentant 16 pays, jusqu'au 13 novembre, suivis par une semaine d'escrime en handisport. La Tunisie, qui a remporté les championnats d'Afrique il y a un mois, a engagé 10 tireurs dans ces championnats du monde, l'Afrique du Sud en a 14 et l'Égypte en a 8[26].

- Mardi 9 novembre 2010 : dans l'affaire dite des « biens mal acquis », la Cour de cassation française autorise la justice française à enquêter sur les conditions d'acquisition en France du patrimoine de trois chefs d'État africains — feu Omar Bongo (Gabon), Denis Sassou Nguesso (République du Congo) et Teodoro Obiang Nguema (Guinée-Équatoriale) —, jugeant recevable la constitution de partie civile de l'association Transparency International France. En octobre 2009, la chambre de l'instruction de la cour d'appel de Paris avait confirmé la décision du parquet de rejeter l'ouverture d'une enquête dans cette affaire après une plainte déposée notamment pour « blanchiment » par deux associations[27].

- Mardi 30 novembre 2010 : 80 dirigeants africains et européens, réunis en sommet à Tripoli, adoptent une nouvelle stratégie de partenariat pour relancer une coopération en panne, à l'heure où l'Afrique suscite l'intérêt croissant des géants de l'Asie, en particulier de la Chine. Selon la déclaration finale, la coopération euro-africaine « revêt une importance stratégique pour les deux parties » et s'engagent à la réalisation de ce partenariat., au deuxième jour de leur sommet de Tripoli. Cependant il existe plusieurs sujets de contentieux comme le commerce, l'investissement ou le climat qui sont des facteurs importants pour permettre à l'Afrique de se développer, alors que les règles internationales de l'OMC risquent de détruire les fragiles économies africaines en les privant d'une grande partie de leurs recettes budgétaires, provenant des taxes prélevées sur les importations d'Europe[28].

### Décembre
- Mardi 14 décembre 2010 : le dirigeant libyen Mouammar Kadhafi, invité au Festival mondial des arts nègres à Dakar, appelle à créer « une seule armée africaine » et « un seul gouvernement africain » : « Nous sommes en train de vivre un nouvel assujettissement. [l'Afrique est comme] une proie que tous les loups de par le monde veulent dévorer [en pillant ses ressources minières et halieutiques.] L'Afrique doit s'unir, pour qu'on ne redevienne pas des serfs ou des esclaves. Il faut mettre en place un gouvernement d'union pour le continent africain, que l'Afrique ait une seule armée [...] qui se composerait d'un million de soldats ». De son côté, le président sénégalais Abdoulaye Wade réclame « l'instauration des États-Unis d'Afrique »[29].

- Lundi 20 décembre 2010 :

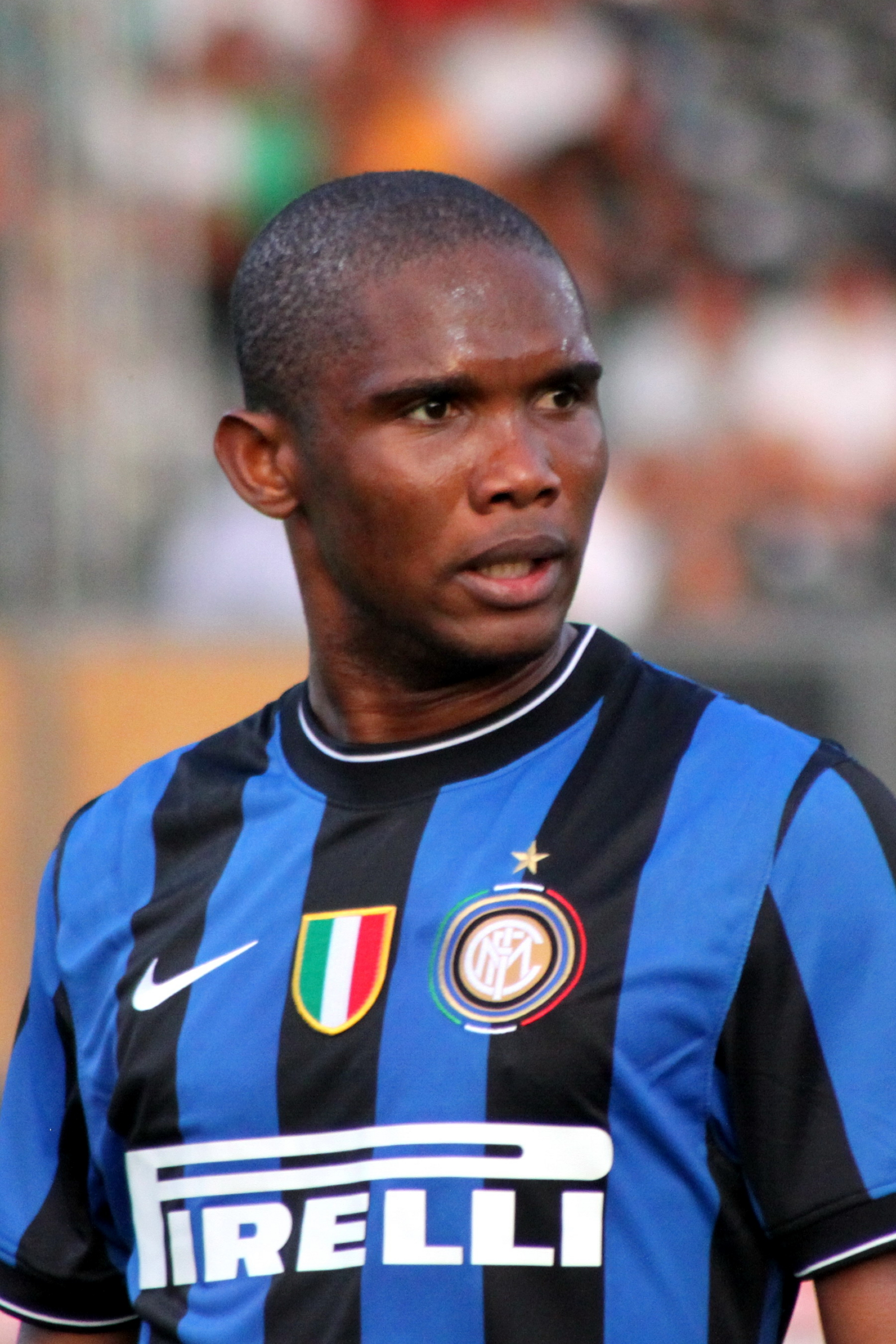
Samuel Eto'o
(août 2009)

  - Démantèlement d'« un des plus importants réseaux » de trafiquants de drogue, arrêtés début décembre et durant le week-end, dans le nord du Mali et en Mauritanie à la limite de la frontière avec l'Algérie. Surnommé "Polisario", car « il était composé à plus de 90 % d’éléments issus des camps du Polisario » et « avait des relais dans chaque pays de la bande sahélo-saharienne »[30]. Ce réseau aurait « déjà transporté de très nombreuses tonnes de drogue à travers le Sahara, en direction de l’Europe ». Le présumé chef du groupe, un Sarahoui appelé Soultani Ould Ahmadou Ould Baddi, alias « Sléitine », a été atteint d’une balle à l’abdomen au moment de son arrestation en Mauritanie.
  - Le footballeur camerounais Samuel Eto'o a été désigné pour la quatrième fois de sa carrière joueur africain de l'année par la Confédération africaine de football (CAF), lors d'une cérémonie au Caire. L'attaquant de l'Inter Milan, 29 ans, avait déjà obtenu cette distinction trois années de suite en 2003, 2004 et 2005[31].

- Mercredi 22 décembre 2010 : le rhinocéros est désormais une espèce menacée d'extinction en Afrique à cause du marché noir pour les cornes de ces mammifères, facilité par l'utilisation de moyens très sophistiqués par les braconniers. Hélicoptères, armes silencieuses, lunettes à infrarouge et tranquillisants tendent à remplacer fusils ou simples lances des chasseurs locaux. Selon le Fonds mondial pour la nature (WWF), l'épicentre du massacre a lieu en Afrique du Sud qui concentre plus de 70 % de la population mondiale de rhinocéros. En 2010, 316 animaux ont été braconnés contre 122 en 2009 et moins de 10 il y a deux décennies[32].

## Lesotho
- Mardi 2 novembre 2010 : la compagnie Gem Diamonds annonce la découverte fin octobre dans une mine d'un diamant blanc de 185 carats. Un diamant blanc de 196 carats avait déjà été découvert dans la même mine en août.

## Namibie
- Vendredi 28 mai 2010 : le président Hifikepunye Pohamba, en marge du 25e sommet Afrique-France à Nice, a rencontré le président français Nicolas Sarkozy, avec lequel il a convenu d'approfondir les relations politiques et économiques entre la France et à la Namibie afin de « bâtir un partenariat à long terme » entre les deux pays, à l'image de celui engagé par le groupe nucléaire français Areva qui a obtenu en 2008 un permis pour l'exploitation de la mine d'uranium de Trekkopje, à 300 km à l'ouest de la capitale namibienne Windhoek[33].

- Lundi 16 août 2010 : Le 30e sommet de la Communauté de développement d'Afrique australe (SADC), présidé par le président namibien Hifikepunye Pohamba, s'est ouvert à Windhoek pour discuter de la situation au Zimbabwe ainsi qu'à Madagascar et avancer sur « l'intégration économique et le développement » de la région[16].

## Sao Tomé-et-Principe
- Dimanche 1er août 2010 : élections législatives. 80 000 électeurs élisent 55 députés[34]. Le Mouvement pour la libération de Sao Tomé-et-Principe – Parti social-démocrate du Premier ministre Rafael Branco obtient 21 sièges et son allié, le Parti de convergence démocratique - Groupe de réflexion, 7 sièges. L'opposition, incarnée par l'Action démocratique indépendante de l'ex-Premier ministre Patrice Trovoada, obtient 26 des 55 sièges et son allié le Mouvement pour les forces de changement démocratique - Parti libéral n'a qu'un siège. Le taux d'abstention est de 12,15 %[35].

## Seychelles
- Lundi 29 mars 2010 : le ministre seychellois des Transports, Joel Morgan, annonce qu'un navire des garde-côtes des Seychelles a mené une opération contre des pirates somaliens, ouvrant le feu sur leur embarcation, un boutre capturé, et libérant 6 otages seychellois et 21 autres iraniens.

- Mardi 30 mars 2010 : l'unique bâtiment des garde-côtes des Seychelles, le Topaz, a repoussé dans la nuit une attaque de pirates somaliens dans l'océan Indien, alors qu'ils pénétraient dans « la zone économique exclusive » de l'archipel et coulé deux de leurs embarcations[36].